# Hugh Ruttledge
Pour les articles homonymes, voir Ruttledge.
Hugh Ruttledge (24 octobre 1884 – 7 novembre 1961) est un officier et alpiniste britannique qui commanda deux expéditions sur l'Everest en 1933 et 1936.